# Sadong-guyŏk
Sadong-guyŏk, ou Distrito de Sadong, é uma das 19 regiões administrativas (guyŏk) de Pyongyang, capital da Coreia do Norte. Está localizada na margem oriental do rio Taedong.